# Babouchkinskaïa (métro de Moscou)
Babouchkinskaïa (en russe : Ба́бушкинская et en anglais : Babushkinskaya) est une station de la ligne Kaloujsko-Rijskaïa (ligne 6 orange) du métro de Moscou, située sur le territoire du raïon Babouchkinski dans le district administratif nord-est de Moscou.
Elle est mise en service en 1978, lors d'un prolongement vers le nord de la ligne.
La station est ouverte tous les jours aux heures de circulation du métro. Elle est desservie par des tramways et des autobus.

## Situation sur le réseau
Établie en souterrain, à 10 mètres sous le niveau du sol, la station Babouchkinskaïa est située au point 0133+43 de la ligne Kaloujsko-Rijskaïa (ligne 6 orange), entre les stations Medvedkovo (en direction de Medvedkovo), et Sviblovo (en direction de Novoïassenevskaïa).
En direction de Sviblovo les deux voies sont reliées à un court embranchement qui rejoint le dépôt de Sviblovo.

## Histoire
La station Babouchkinskaïa est mise en service le 29 septembre 1978, lors de l'ouverture à l'exploitation du prolongement vers le nord, de 8,1 kilomètres, entre les stations VDNKh et Medvedkovo. La station est dénommée en rappel du nom du quartier et à la mémoire de l'aviateur,  héros de l'Union soviétique, Mikhaïl Babouchkine.
Elle est conçue et réalisée, par les ingénieurs : E.Kobzeva, P.Vasilev, et les architectes : V.I.Klokov et L.N.Popov. C'est une station peu profonde construite suivant un modèle standard à voute. Sur le thème de l'exploration de l'Arctique sa finition est composée : de marbre gris sur les murs, de pavés en granit gris et noir sur le sol et des luminaires sont disposés dans des fentes sur l'arc elliptique de la voute. Une sculpture due à l'artiste A.M.Mosiychuk est placée à l'extrémité du quai au dessus de la sortie.

Éléments d'architecture et décoratifs de la station
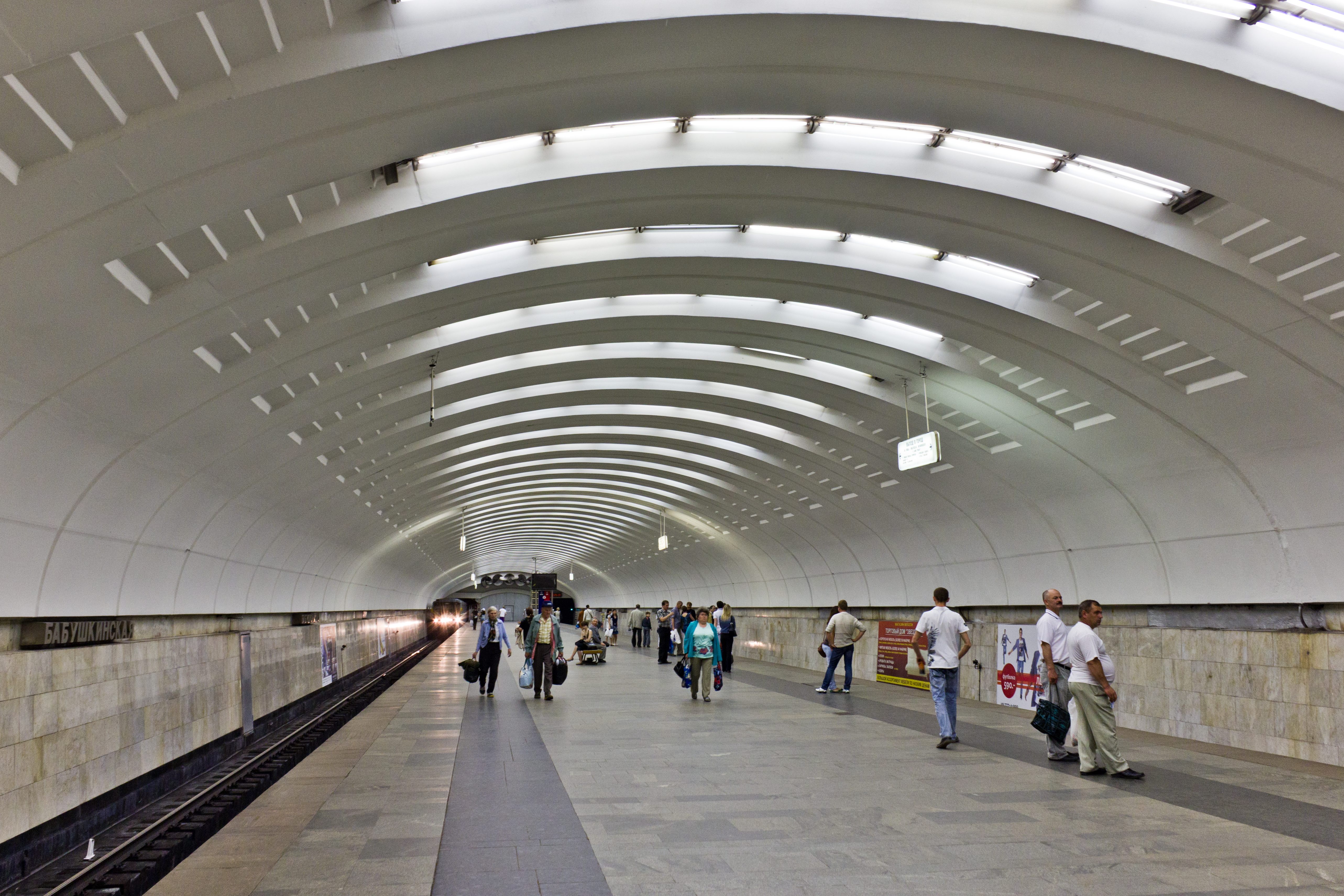
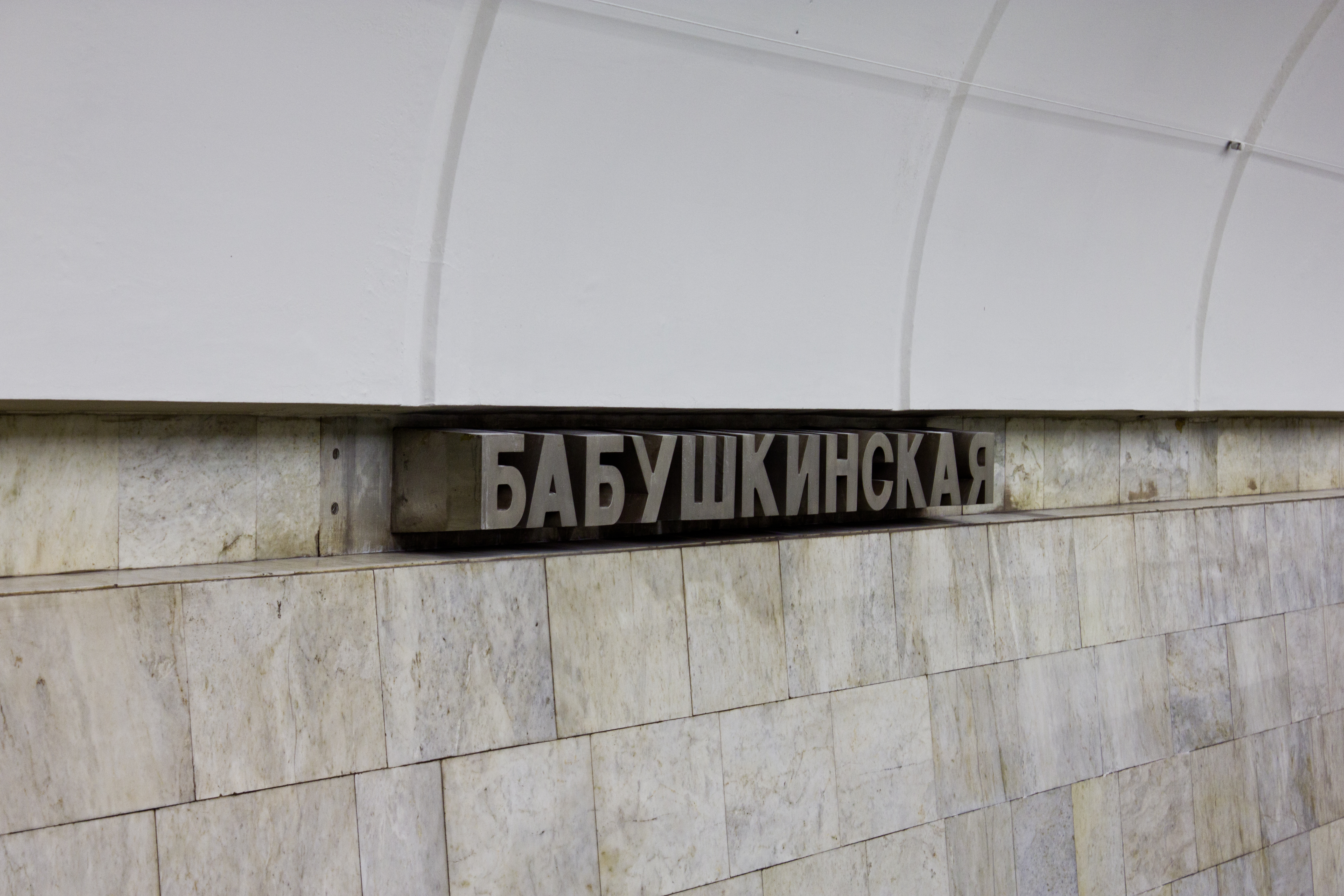
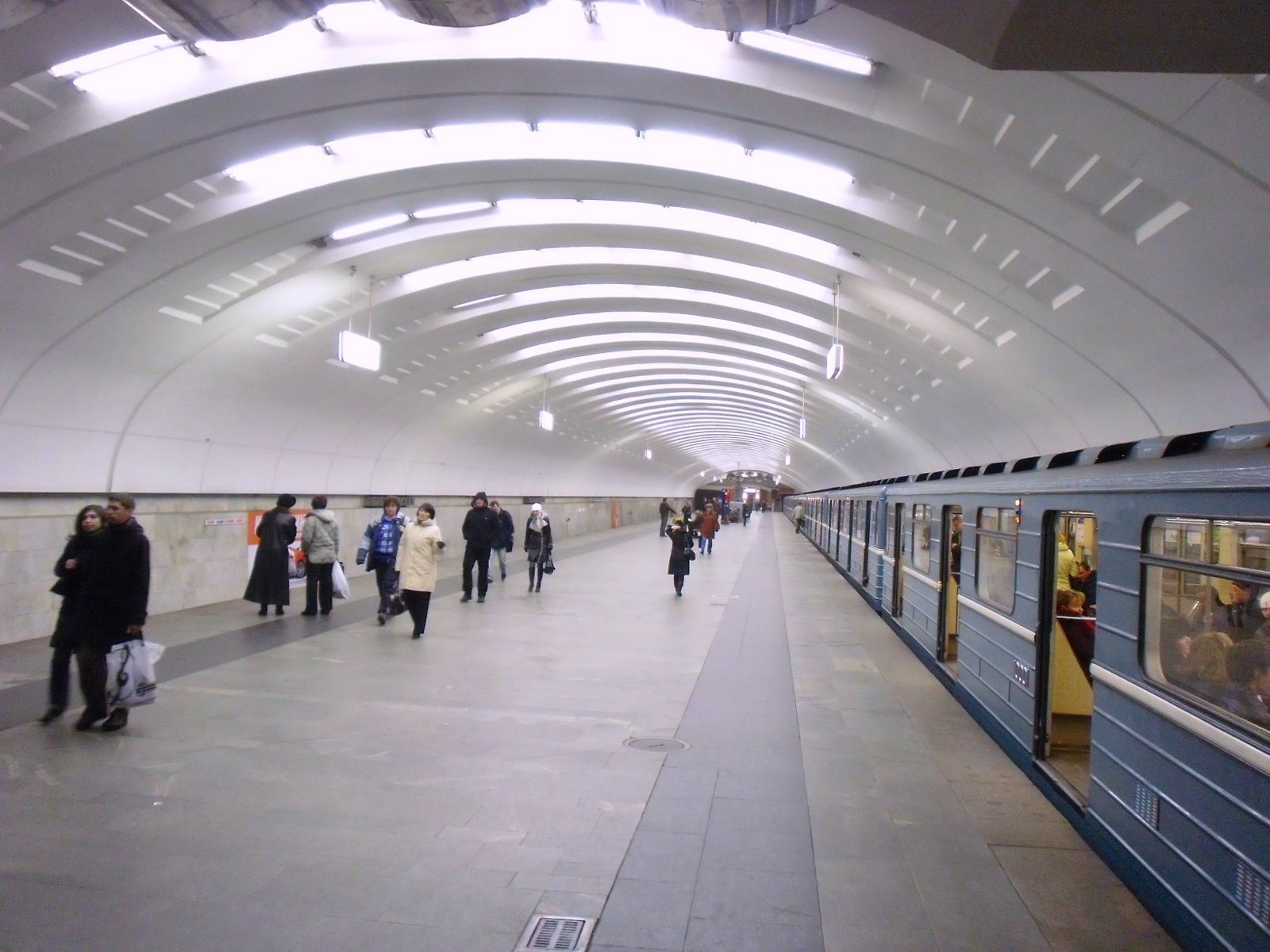

## Services aux voyageurs

### Accès et accueil
La station dispose d'un hall souterrain nord, avec guichet et automates, accessible par des escaliers depuis quatre bouches situées, par deux de chaque côté de l'avenue Eniseyskaya. Au sud du croisement avec l'avenue Menshinskogo, elle dispose d'un hall souterrain sud, avec guichet et automates, accessible par des escaliers depuis deux bouches situées du côté droit de l'avenue Eniseyskaya (en venant du nord). La relation avec le quai de la station s'effectue par un escalier pour le hall nord et par des escaliers mécaniques pour le hall sud,.
| Bouches | Voie            | Coordonnées                  |
| ------- | --------------- | ---------------------------- |
| Nord 1  | av. Eniseyskaya | 55° 52′ 15″ N, 37° 39′ 52″ E |
| Nord 2  | av. Eniseyskaya | 55° 52′ 13″ N, 37° 39′ 51″ E |
| Nord 3  | av. Eniseyskaya | 55° 52′ 14″ N, 37° 39′ 55″ E |
| Nord 4  | av. Eniseyskaya | 55° 52′ 13″ N, 37° 39′ 54″ E |
| Sud 5   | av. Eniseyskaya | 55° 52′ 07″ N, 37° 39′ 48″ E |
| Sud 6   | av. Eniseyskaya | 55° 52′ 06″ N, 37° 39′ 48″ E |

### Desserte
Babouchkinskaïa est desservie par les rames qui circulent sur la ligne. Elle est ouverte chaque jour entre 5 h 35 et 1 h 0 (environ).

Desserte
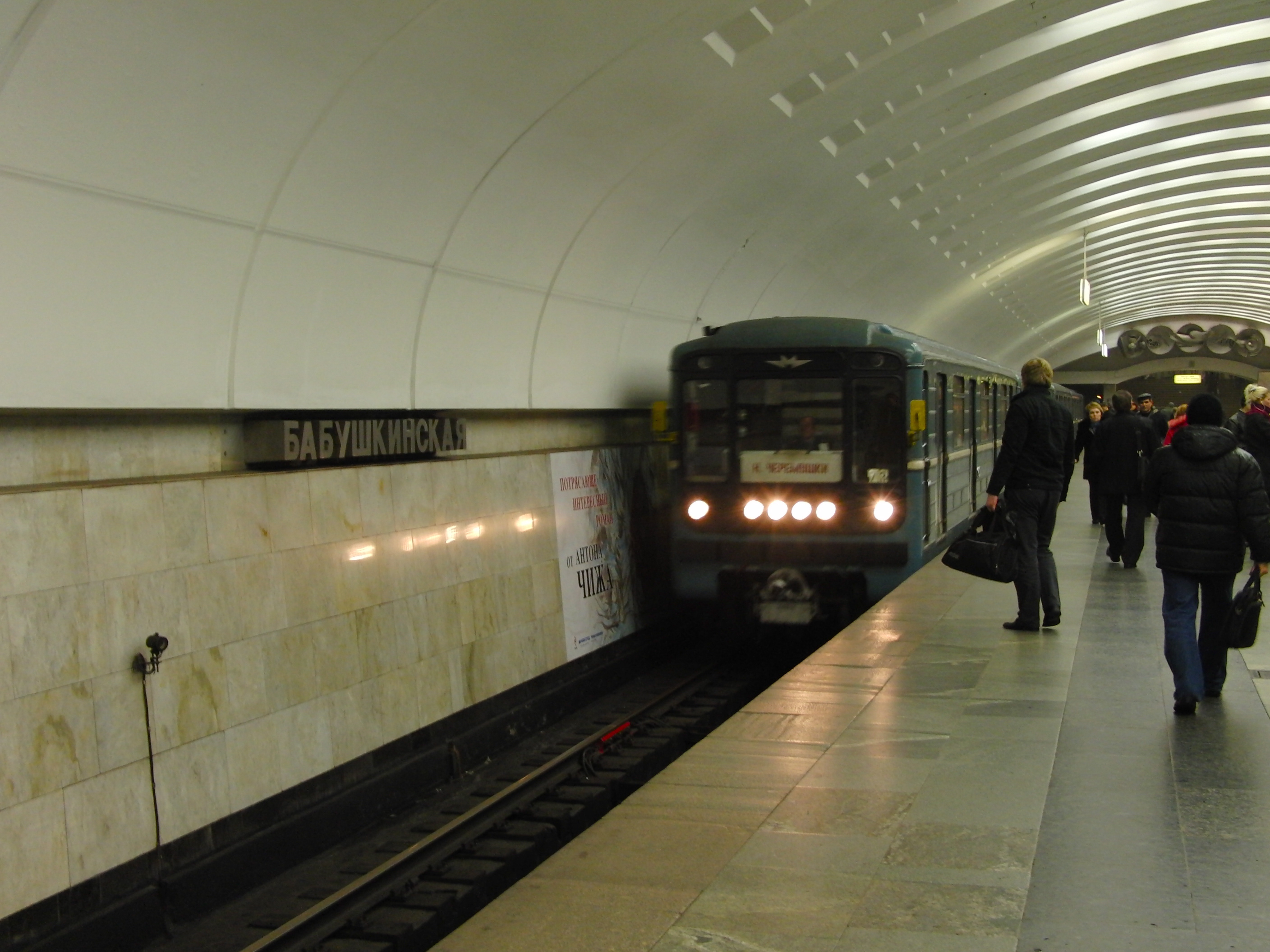
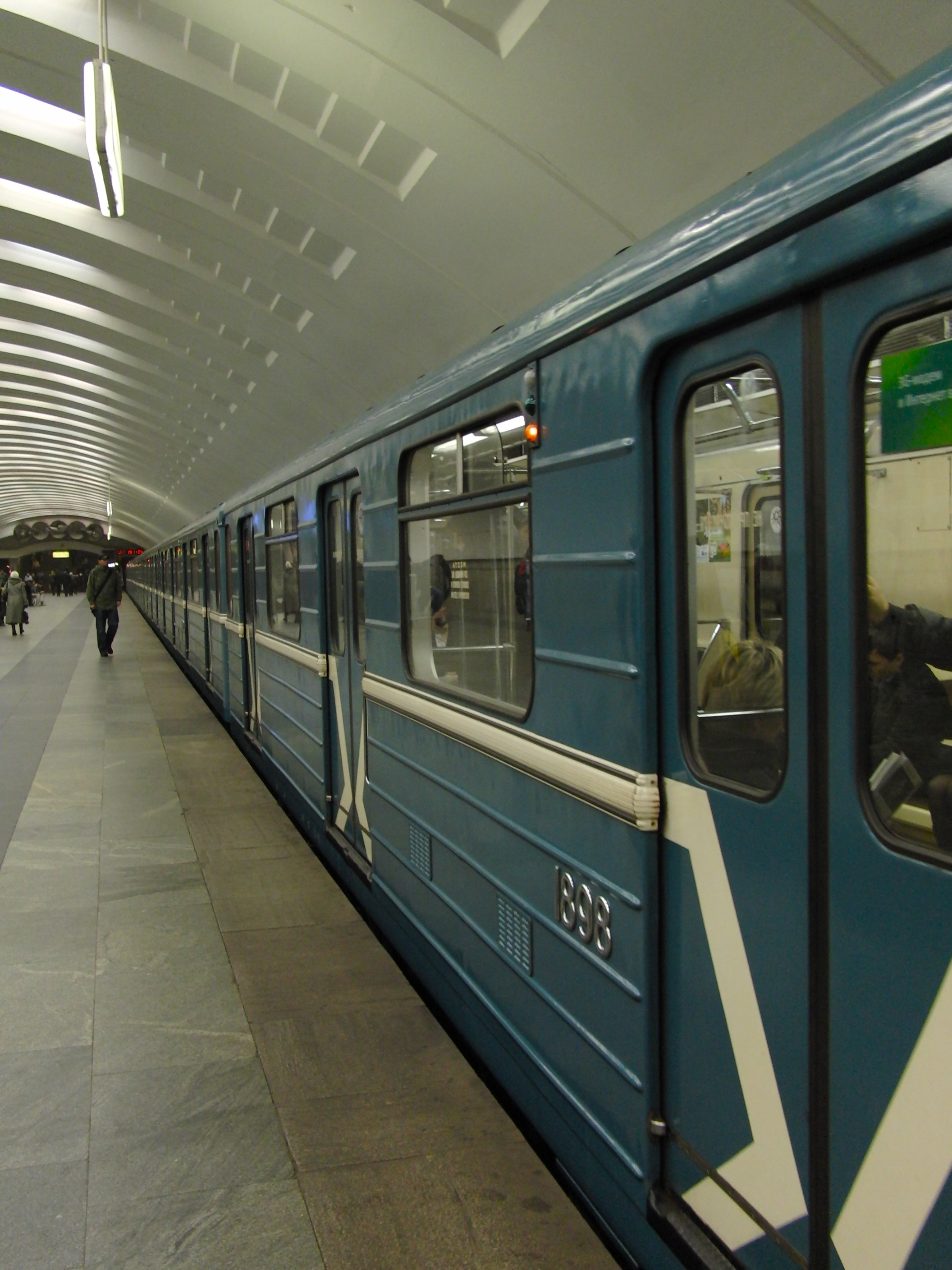
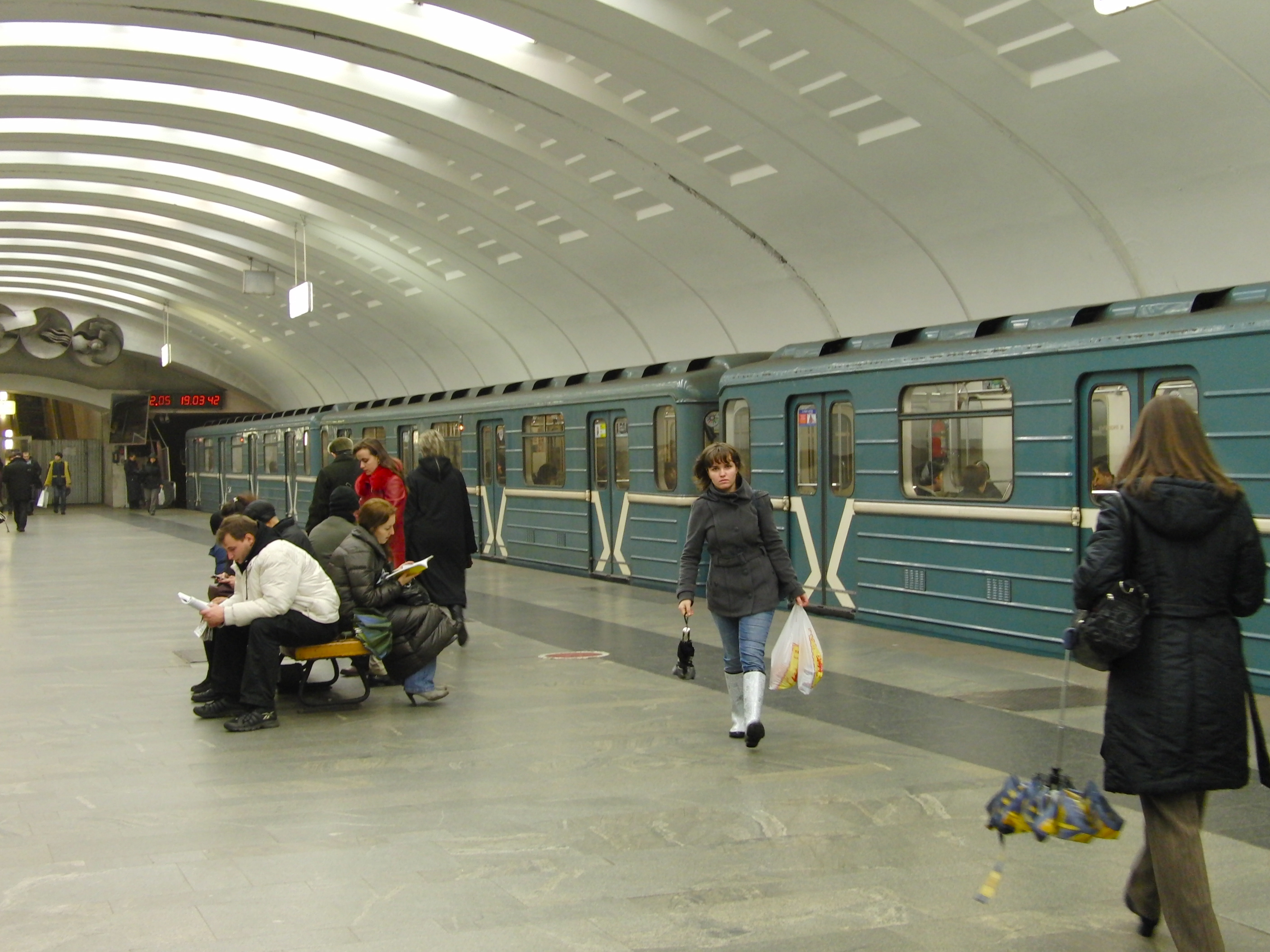

### Intermodalité
À proximité de la station des arrêts sont desservis par des tramways de la ligne 17 (arrêt près des bouches sud), et des bus des lignes 93к, 124, 174, 181, 238, 309, 346, 428, 483, 605, 649, 696, 838 et 880.